# 美国舞男
《美国舞男》（英語：American Gigolo）是一部1980年的美国新黑色犯罪电影，由保羅·許瑞德执导，由李察·基爾和羅倫·赫頓主演，它讲述了洛杉矶一个高级应召男妓的故事，他与一名著名政客的妻子发生浪漫关系的同时成为谋杀案的主要嫌疑人。这是李察·基爾在好莱坞的成名作，也是首次有男主角正面裸体镜头的主流电影。
该片还因其由喬治歐·莫瑞德作曲并获得金球奖提名的配乐和金髮美女的头号单曲“Call Me”而备受瞩目。許瑞德认为这是四部类似电影中的一部，他称之为 "双书尾"。《出租车司机》与《迷幻人生》并列，《美国舞男》与《游走者》并列。